# Serédi Lajos
Serédi P. Lajos, Serédy Alajos (Veszprém, 1860. június 1. – Budapest, Ferencváros, 1925. május 7.) filozófiai doktor, filozófiatörténész, ágostai evangélikus főgimnáziumi tanár.

## Élete
Iparos szülők gyermeke, apja Serédy Ignác, anyja Bubla Katalin. 1877–1884-ig a pannonhalmi Benedek-rend növendéke volt. A Győrött tett érettségi után a teológia mellett a rend tanárképzőjében a középiskolai tanári pályára készült. 1885–1886-ban a győri gimnázium helyettes tanára volt. 
1886 szeptemberében elhagyta a rendet; ugyanakkor az eperjesi ágostai hitvallású evangélikus kerületi kollégium pártfogósága a főgimnázium klasszika-filológia tanszékére választotta. 1887-ben szerezte meg a magyar és latin nyelv és irodalomból a középiskolai tanári oklevelet. 1889-ben a rendszeres philosophiából mint főtárgyból, a latin és magyar irodalomból mint melléktárgyból doktorátust tett. Eperjesen 1894-ig működött. Ez év februárjában a pozsonyi ágostai evangélikus egyház választotta meg a líceum klasszika-filológia tanszékére. 
1895 novemberében a középiskolai tanári oklevelet a görög nyelv és irodalomból is megszerezte. 1896. május 29-én a budapesti ágostai evangélikus VII. kerületi főgimnázium tanárának választották meg. Tanszékét szeptember 1-jén foglalta el. 29 évnyi tanítás után váratlanul hunyt el 1925-ben 65 éves korában verőérelfajulás következtében. Felesége Irányi Anna volt.

## Művei
Egyházpolitikai, tanügyi és szépirodalmi cikkeket írt a Protestáns Egyház és Iskola, Sárospataki Lapok, Sárosmegyei Közlöny, Nyugatmagyarországi Hiradó stb. hirlapokba; legutóbb: A magyar bölcselkedés című hosszabb értekező bírálatot írt az Athenaeumba.
Önállóan megjelentek:
- Az ismeret eredetének kérdése a XVII. és XVIII. század filozófiai küzdelmeiben Kantig. Filozófia-történeti tanulmány. Eperjes, 1889
- Kerényi kedélyvilága. Eperjes, 1892
- Thukydides történeti művének jelleme és főbb elvei. Eperjes, 1894 (ism. Egyet. Philol. Közlöny)
- Thukydides élete és történeti művei. Eperjes, 1894
- A filozófia története. Pozsony, 1904 (Stampfel-féle Tudományos Zsebkönyvtár 156-157. Ism. Budapesti Hirlap 61. sz.)
- Ovidius és naptára. Budapest, 1913 (különnyomat a Budapesti ág. hitv. evang. főgimn. 1912–13. évi értesítőjéből)

Kéziratban maradt Vergilius eklogáinak és Horatius több ódájának fordítása.